# Vladímir Burmakin
Vladímir Burmakin (6 de juny de 1967) és un jugador d'escacs rus, que té el títol de Gran Mestre des de 1994.
A la llista d'Elo de la FIDE del maig de 2020, hi tenia un Elo de 2510 punts, cosa que en feia el jugador número 105 (en actiu) de Rússia. El seu màxim Elo va ser de 2627 punts, a la llista de juliol de 2009 (posició 125 al rànquing mundial).

## Resultats destacats en competició
El 1994 fou cinquè en el Campionat de Rússia jugat a Elistà amb 7 punts de 9, un menys que el campió Piotr Svídler. El mateix any 1994 fou campió del Torneig Internacional de Moscou amb 7½ punts de 9. En dues ocasions (1997 i 2003) fou campió de l'Obert de Cappelle-la-Grande.
El 2007 fou tercer a l'Obert Vila de Sitges (el campió fou Víktor Moskalenko). El 2008 fou segon del Circuit Català per darrere de Víktor Moskalenko i el 2012 fou tercer (el campió fou Emilio Córdova Daza). El juliol de 2012 fou campió de l'Obert de Montcada amb 7 punts de 9, els mateixos punts que el subcampió Fernando Peralta. També el 2012 a la XXIXa edició de l'Obert Internacional d'escacs actius Ciutat de Manresa hi fou sisè (el campió fou José Carlos Ibarra). El 2013 fou subcampió de l'Obert d'Olot amb 8 punts de 9, empatant amb el campió Levan Aroshidze.